# Chloroclystis zatricha
Chloroclystis zatricha är en fjärilsart som beskrevs av Edward Meyrick 1913. Chloroclystis zatricha ingår i släktet Chloroclystis och familjen mätare. Inga underarter finns listade i Catalogue of Life.